# Viatcheslav Atavin

Vyacheslav Vladimirovich Atavin (Ruso: Вячеслав Владимирович Атавин, nacido el 4 de febrero de 1967 en Krasnodar) fue jugador de balonmano de la selección soviética y la rusa.
Ha sido uno de los mejores jugadores de balonmano de la década de los 90 que han pasado por la liga ASOBAL.
Durante el periodo soviético de su carrera Atavin entrenó en el Dinamo Astrakhan para luego pasar a las filas del Neva de San Petersburgo. Consiguió el máster del Mérito Deportivo concedido por la URSS en 1988. Defendió los colores del Equipo Nacional de la URSS de 1988 a 1991, en los que consiguió vencer en los Juegos Olímpicos de Verano de Seúl 1988 y el subcampeonato del Mundial de Checoslovaquia de 1990. En Seúl jugó los seis partidos y marcó 23 goles. Desde 1992 compitió bajo la bandera de Rusia.
Atavin se graduó por el Instituto de Astracán de Industria en el Sector del Pescado y Economía en 1990.

## Clubes
- Dynamo Astrakhan
- - 1991  Neva Sankt Petersburg
- 1991-97  BM Granollers
- 1997-00  SC Magdeburg
- 2000-02  BM Granollers
- 2002-05  AC Filippos Verias
- 2005-07  BM La Roca

## Palmarés selección
- 288 veces convocado con las selecciones de URSS y Rusia
- Con la selección soviética:
  -  Medalla de oro en Juegos Olímpicos de Seúl 1988
  -  Medalla de plata en el Mundial de Balonmano de Checoslovaquia 1990
- Con la selección rusa:
  -  Medalla de oro en el Mundial de Balonmano de Suecia 1993
  -  Medalla de oro en el Europeo de Balonmano de España 1996
  -  Medalla de oro en el Mundial de Balonmano de Japón 1997

## Palmarés clubes
- 3 Copas EHF: 1994-95, 1995-96 y 1998-99
- 2 subcampeonato Supercopa de Europa: 1996-97 y 1999-00